# Албанская мифология
Албанской мифология — совокупность верований древних албанцев.
В античный период территория современной Албании была населена предками современных албанцев — иллирийскими племенами, главным образом тавлантиями и дарданцами, обитавшими здесь с эпохи бронзы. Конвергентное развитие мифологии Балкан обусловлено действием субстратных (фракийских, иллирийских) языков, процессами смешения культур в этом макрорегионе.
Особую роль в формировании албанской мифологии сыграла культура Древней Греции (Южная часть Албании входила в состав древнегреческого Эпира). Именно греческие источники содержат множество разрозненной информации о специфике мифологии Балкан.
После VI—VII в. на албанскую мифологию оказала значительное влияние славянская мифология, когда славянские племена расселились на большей части Балкан. Языковед А. Селищев полагал, что исток современного названия Албании (Shqipëria) — слово «shqе» — «славяне» (Shqerí от албанского shqa<*skla, мн. ч. shqe).
Наибольшую близость мифологических систем обнаруживают народы, говорящие на языках Балканского языкового союза. Особое место занимают албано-румынские параллели исконного (палеобалканского) происхождения. Взаимовлияние систем отмечено также между албанскими, болгарскими (палеобалканские черты в традиционной культуре болгар в большей мере прослеживаются к югу от Балканского хребта), македонскими, сербо-хорватскими мифами (в меньшей мере это относится к новогреческому народному творчеству).
У албанцев (особенно на севере страны у гегов) сохраняется богатый фольклор — эпические поэмы о богатырях, исторические песни. Песни исполнялись под аккомпанемент струнных чифтелей (çiftelia) и ляхута (lahuta); волынки гайда (gajdja); духовых зумаре, фюэлы (fyelli); скрипки, кларнета, бубна (dajrja). По мнению В. Н. Топорова, албанская мифология (наряду с фракийской, иллирийской, фригийской, венетской) имеет индоевропейские корни, но известна в неполной передаче.
Первопроходцем в научном изучении албанского языка и фольклора выступил албанский писатель Димитер Камарда (1821—1882), живший в южной Италии. Собиранием североалбанского фольклора занимался Зеф Юбани (1818—1880), широко образованный литератор и публицист. Небольшая часть его собрания народных песен опубликована в 1871 г. в Триесте. В 1878 г. в Александрии (Египет) вышел обширный фольклорный сборник «Албанская пчела» (Bleta shqiptare), значительная часть материалов которого была собрана филологом-любителем Фими Митко (Thimi Mitko, 1820—1890). Собиранием албанского фольклора занимался и писатель Х. Стермилли (Haki Stërmilli, 1895—1953).
Особый интерес итало-албанцев к фольклору, наряду с собиранием народной поэзии, привёл к появлению «фольклоризирующей литературы», поддерживавшей и развивавшей традиции народной культуры.
Итало-албанский поэт Гавриил Дара-младший (Gavril Dara i Riu) написал в 1885 году поэму «Последняя песнь Балы» (Kënga e Sprasme e Balës) о романтической любви молодого рыцаря и прекрасной княжны. Главный герой Ник Пета и его соперник Пал Големи взяты из фольклора. В поэме действуют и исторические личности, в частности Скандербег. Поэма стилизована под арберешские народные баллады, а её создателем объявлен вымышленный легендарный певец, старый воин Бала. Обоснованию легенды об «албанском Оссиане» Дара посвятил обширное предисловие к поэме и поэтический пролог. Опубликованная посмертно и ставшая широко известной в Албании лишь в 50-е годы XX в. поэма «Последняя песнь Балы» (Kënga e Sprasme e Balës) остаётся в албанской литературе удачной подделкой под старинный эпос и одним из наиболее ярких творческих проявлений национального романтизма.
Фрагмент народной баллады «Клятва Костандина» (Besa e Kostandinit):

— Костандин, сын мой, как же твоя клятва, что привезёшь мне Дорунтину, сестру твою? Клятва твоя умерла вместе с тобою и сейчас гниёт в тёмной могиле!
Так причитала мать, окропляя надгробный камень слезами.
В полночь Костандин встал из могилы. Надгробный камень превратился в скакуна, тёмного как ночь. Могильная земля превратилась в бурку, которая также была тёмной, как ночь. Кольцо, удерживавшее могильный камень, превратилось в серебряную уздечку. Смельчак вскочил в седло, подался вперёд, вжав голову в плечи, пришпорил коня…

К систематической записи устного албанского поэтического творчества зарубежные и местные исследователи приступили в 60-е гг. XIX века, хотя отдельные попытки были ещё в начале XVII в. Албанские народные сказки впервые были записаны австрийским консулом в Янине в середине XIX в. И. Г. фон Ханом (1854), позднее — K. Х. Рейнхольдом (1855) и Джузеппе Питре (1875). В период национального возрождения (Rilindja) собранные сказки и мифы становятся существенным элементом самоидентичности. В 1908 году в Албании Спиро Дине (Spiro Dine, 1844—1922) издан первый полный сборник сказок и легенд «Волны моря» (Valët e Detit). В 1954 г. в Тиране издаётся сборник «Pralla popullore shqiptare» (Народная албанская сказка) под редакцией З. Сако (Zihni Sako), состоящий из 50 текстов и посвящённый персонажам Чанголаз (Çangallozi), Гржета (Gërzheta), Феничка (Feniçka) и др. В 1960 г. здесь же вышла книга Н. Лако (Nikolla Lako) «Legjenda lulesh të florës shqiptare» (Легенда албанской цветочной флоры).
Во второй половине XX века Институтом народной культуры (Instituti i Kulturës Popullore) в Тиране и Институтом албанских исследований (Instituti Albanologjik i Prishtinës) в Приштине опубликовано немало сборников народных сказок и легенд, которые практически не переводились на европейские языки. В СССР с середине 1950-х гг. неоднократно издавались албанские сказки в изложении для детей. В 1989 г. впервые для взрослого читателя был выпущен сборник «Народные албанские сказки» (в переводе Т. Серковой).
Фрагмент народной сказки «Чанголаз»:

— Значит, это все Чангалоз! Вот что он наделал! — вскричал одноглазый, вскочил на коня и галопом помчался вдогонку за братьями. Но не успел догнать и убить их — братья уже пересекли границу его владений, которую сам он переступить не мог.
— Что ты наделал, Чангалоз! — крикнул ему вслед людоед. Чангалоз услышал его, обернулся и ответил: «Погоди, я тебе ещё не то сделаю!» Людоед вернулся домой и рассказал жене:
— Подумай, он крикнул мне: «Погоди, я тебе ещё не то сделаю!»
— Ах, муж, — ответила ему жена, — разве он может сделать нам что-нибудь хуже того, что сделал?

## Персонажи
- Болла, или Кучедра (Kuçedër) — рогатый огнедышащий дракон.
- Штрига — вампир (см. Стригой), или ведьма. Они имеют вид старых женщин, которые пьют кровь и питаются человечиной, воруют детей. Охотятся обычно ночью, проникая во время сна через любые отверстия и преграды. Собираясь на шабаш, они в процессе игры выбирают, кто будет охотиться этой ночью и какой жертве предстоит умереть.
- Э Букура э Зеут (E Bukura e Dheut) — «Краса Земли», самая красивая женщина на земле, символ счастья и процветания. Однако может выступать и на стороне Зла, принимая вид чернокожей женщины. Живёт в подземном дворце, который охраняет трёхглавый пес (или змей) Кучедра. Расхожий сюжет — герой крадёт прядь золотых волос Э Букуру э Зеут, и та смиряет свой крутой нрав и становится его верной женой.
- Э Букура э Детит (E bukura e Detit) — «Краса Морей» — одно из самых популярных творений, сопряжённых с метаморфозами, где персонажи превращаются в черепаху (breshka), змею, лебедя (mjellma). (Исследователи находят аналогии этого образа с ролью Пенелопы). В албанских сказках есть сюжет, напоминающий русскую Царевну-лягушку. Только здесь избранницей царского сына выступает заколдованная черепаха, которую находят рядом с пущенной стрелой у края моря под смоковницей.
- Зана э Малит (Zana e Malit) — «Фея Горы», сопоставима с Артемидой и Дианой греческих мифов или иллирийской Таной. От этого имени происходит албанское слово «беременность» shtatzënisë (буквально «рост Заны»).
- Ора (Оra) — «Время», обычно принимающее в мифах обличье женщины (grua) или змеи (gjarpër).
- Ляура (Laura) имеет вид злонамеренной женщины, обитающей на берегу рек или прудов. Часто плачет, издаёт трубные, воющие звуки. Слово, очевидно, происходит от имени древнеримского духа лярва (лат. larva — привидение, маска, личина).
- Ламая (Llamaja) принимает обличье женщины со змеиным хвостом. Живёт в горах у нечистых вод, промышляет людоедством, принимает различные формы, чтобы заманить в ловушку своих жертв. Исследователи ассоциируют этот персонаж с греческой Медузой. Это имя созвучно греческой ведьме Ламии, которая вынимает глаза и кладёт их в чашу, чтобы заснуть.
- Нена э Ватрес (Nëna e Vatrës) — «Мать очага» — божество, возникшее в эпоху матриархата. Имеет вид седовласой старухи, занятой прядением льна, шерсти или за расчёсыванием волос. Иногда предстаёт в облике трёх сестёр, определяющих судьбу ребёнка на третью ночь после рождения. В мифах позднего происхождения приобретает отрицательные черты, превращаясь в ведьму, охотящуюся на детей.
- Партини (Partini) — высшее божество одноимённого иллирийского племени. Выявлены аналогии с римским Юпитером.
- Чипули (Qipulli) — популярный персонаж албанской мифологии, аналогичный джиннам арабских поверий.
- Стихия (Stihija) — крылатый демон женского пола. Вероятно, происходит от др.-греч. στοιχεῖον «элемент».
- Каталани (Katallani).
- Каркальдусет (Karkalduset) — существо наполовину человек и с хвостом.
- Чероси (Qerosi) — безволосое существо. В албанских сказках всегда одерживает верх.
- Штойзовалет (Shtojzovallet) — особый шарм сверхъестественной силы природы; населяют горы и глухие леса, где поют, танцуют (vallet «танцы») и сочиняют музыку.
- Тадени (Tadeni) у иллирийцев отождествлялся с Аполлоном.
- Хиет (Hijet) — буквально «Тени» — призраки, души мёртвых.
- Редони (Redoni) — у иллирийцев персонификация защиты моряков и пассажиров.
- Видауси (Vidausi) — у иллирийцев бог защиты леса, родников и полей. В изображениях представляется в сопровождении своей жены. Имел атрибуты, аналогичные римскому Сильвану.
- Дьял (Djall), или Дреч (Dreq) — дьявол. Считается, что это имя связано с латинским словом Draco (дракон) и румынским персонажем Дракулой. Сравните также похожесть этого слова на diell (солнце) в албанском языке.

## Легенды
- Легенда о происхождении названия страны (Албания Shqipëria) от орла (shqiponjë). Поэтому Албанию называют Страной горных орлов. Гигантский орёл нёс себе в гнездо змею. Это видел охотник, и когда птица улетела, то убил гада, птенца же унёс с собой. По пути к дому его настиг орёл и предложил обменять детёныша на магические способности — видеть в темноте, неуязвимость в битве и прочее. Сделка состоялась, и охотник стал первым правителем албанцев.
- Легенда замка Розафати (Kalaja e Rozafës) близ Шкодера. В древние времена три брата начали строить замок. По совету некого колдуна им предстояло замуровать кого-нибудь в его стенах для наивысшей крепости стен. Братья сговорились, что та жена, которая принесёт на место строительства корзинку с едой на следующий день и станет жертвой. Два старших брата рассказали про страшный уговор своим жёнам и в итоге в стены замуровали жену младшего — Розафу (Rozafa Rozafa[алб.]). До этого у неё родился ребёнок, поэтому женщину заложили камнями так, чтобы одна грудь оставалась на поверхности для кормления малыша[8]. Аналогичный сюжет существует у румын — «Легенда о мастере Маноле». (Сравните грузинскую «Легенду о Сурамской крепости» о прекрасном юноше, который дал согласие замуровать себя в стену Сурамской крепости, ибо только при этом условии она сможет выстоять против натиска врага).
- Зана и Муйо (Zana dhe Mujo).
- Ага Имер из Улциня (Ymer Agë Ulqini Ymer Agë Ulqini (këngë)[алб.]) — популярная притча о верности данному слову.
- Скандербег и Балабан (Ballaban).
- Шего и Властар (Shego dhe Vllastar).

## Герои
- Скандербег (Skënderbeu). Эпические песни, обработанные итальянским албанцем Джироламо ди Рада («Несчастный Скандербег», 1886), воспевающие героев, отличившихся в боях с турками и черногорцами, по структуре напоминают песни боснийцев. Н. Фрашери написал в 1898 году поэму «История Скандербега». В 1953 году на Мосфильме был снят художественный фильм «Великий воин Албании Скандербег».
- Джердж Элез Алия (Gjergj Elez Alia Gjergj Elez Alia) в битвах получил девять ран, от которых лечился девять лет. Не оправившись от ран, вступил в схватку с Байлози и Зи (Bajlozi i Zi «Чёрным рыцарем»), победил его, но на следующий день умер.

## Албанская мифология как часть мировой культуры
Изучение албанской мифологии может помочь развитию этрускологии, поскольку существуют гипотезы о родстве албанского и этрусского языков. Сопоставление делалось на тех фактах, что столица Албании Тирана созвучна племени тиррены, а субэтнос албанцев тоски латинскому названию этрусков — tusci. Есть сведения на заимствование албанских слов культовой сферы в греческий язык и латынь: grua (женщина) — граи (букв «старухи»), gjarpër (змея) — гарпии, mbret (царь) — Прет (царь Тиринфа), претор, Дедал < Dedalia (персонаж албанской мифологии, противостоящий циклопу) < Detaria «имеющий отношение к морю», pari (первый) — Парис.
Интерес к албанской культуре определяется, по крайней мере, тремя обстоятельствами.
Во-первых, албанский язык является центральным языком Балканского языкового союза. Во-вторых, ряд семантических черт албанской культуры имеют типологически достаточно редкий характер. И в-третьих, албанская культура и язык обнаруживали ориентализм задолго до османского владычества.
- Иллирийский шлем
- Фракийский всадник
- Фригийский колпак

## Ритуалы и пережитки
Древние верования — почитание явлений природы, особенно характерен культ солнца (diell), растительности, воды (ujit), гор (mal), перевалов (kalojë) — отразились в современных календарных и семейных обрядах.
В зимних календарных обрядах существенную роль играет персонаж Бабадимри (Babadimri), также известный как Shën Nikolla (Святой Николай), Atit e Krishtlindjeve (Дед Мороз) и Kris Kringle.
В старые времена в некоторых местностях Албании существовал обычай эвтаназии. В албанской сказке «Как сын отца пощадил» говорится: «В старые времена в оном городе бытовал такой обычай: топить стариков. Состарится хозяин дома, сын берёт его за руку, ведёт и сбрасывает с берега в воду».
Один из краеугольных элементов албанского культурного кода — besa (буквально «вера») — верность данному слову. За нарушение бесы провинившегося могли изгнать из общины. Характерны албанские поговорки: Shiptari kur jep fjalen therr djalin («Албанец принесёт своего сына в жертву, но сдержит данное слово», букв. «За данное слово албанец может зарезать сына»); Shqiptaret vdesin dhe besen nuk e shkelin («Албанцы умрут, но данное слово не переступят»); Besa e shqiptarit si purteka e arit («Беса албанца стоит дороже золота», букв. «Беса албанца, как золотой прут»).
В основном на севере Албании, у гегов отмечалось распространение однополых союзов между юношами (более старшими ashik — от ар. عَاشِقٌ «влюблённый» и более младшими dyllber — от тур. «красивый»), связанное, очевидно, с влиянием древнегреческих культов и просуществовавшее вплоть до установления коммунистического режима в 1944 году. Есть упоминания обряда vëllameria (от алб. vëlla «брат», marr «принимать», аналог греч. ἀδελφοποίησις). Об этих особенностях упоминали путешественники, в том числе и видный албанист И. Г. фон Хан, а Байрон включил албанскую песню похожего содержания в поэму «Паломничество Чайлд-Гарольда».
В северных районах страны сохранился также обычай, по которому при отсутствии мужчин в семье незамужняя женщина может принести клятву безбрачия и «становится» мужчиной («клятвенной девственницей»), нося мужскую одежду и ведя мужской образ жизни.

## Религия и мифы
Одна из главных тем поэзии Наима Фрашери (1846—1900) — вездесущее и безличное божество, которое мусульманский поэт никогда не называет Аллахом, а только «богом великим и истинным». Бесконечные звёздные миры, движение небесных светил, их рождение и угасание, смены времён года, безбрежный океан бытия, в котором живые существа рождаются, существуют, подчиняясь законам Вселенной, уходят в небытие и снова рождаются в новых воплощениях — вся эта космическая тематика предстаёт в его поэзии не как изложение представлений поэта о мире, но как откровение, как взволнованный пересказ великого мифа.

Повсюду я его искал,
Говорил, где бог?
Но потом я понял,
Ведь он во мне самом,
А я этого не знал!

Ничто не умирает, ибо Вселенная
Всегда остается живой.
Я был солнцем, был луной.
Был звездой, птицей, бараном,
И также человеком я был много раз.

Мусульманская (точнее будет сказать, суфийская) культура наложила отпечаток на албанский фольклор, где присутствуют дервиши и паши.

## Мифы и литература
К легендам и мифам нередко обращались албанские писатели. Наиболее известно творчество И. Кадаре. По мотивам средневековой баллады «Клятва Костандина» он написал роман «Kush e solli Doruntinën» / «Кто привёз Дорунтину». В другом его произведении «Ura me tri harqe» / «Мост с тремя арками» — история начала османского владычества переплетается с легендой о Розафе — сюжетом о человеческом жертвоприношении, обеспечивающем успех архитектурной постройке. А в сюрреалистическом романе «Përbindëshi» / «Чудовище» действие разворачивается в современной писателю Албании и, одновременно, в древней Трое.